# S. M. v. Rothschild
S. M. v. Rothschild war ein bedeutendes Privatbankhaus in Wien.

## Geschichte bis 1938

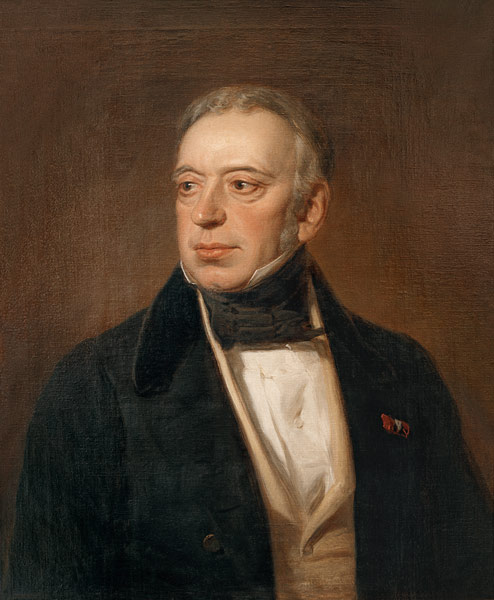
Gründer Salomon Rothschild

Salomon Meyer Rothschild (1774–1855), Sohn von Mayer Amschel Rothschild, gründete die Bank um 1820. Er investierte in Staatsanleihen sowie in Bergbau, Industrie und Transport. Er baute die Nordbahn und erwarb Eisenwerke. Sein Sohn Anselm Salomon von Rothschild (1803–1874) übernahm die Bank und gründete mit ihrem Kapital u. a. die Creditanstalt für Handel und Gewerbe. Sein Nachfolger wurde sein Sohn Albert Salomon Anselm von Rothschild (1844–1911), nach dessen Tod übernahm Louis Nathaniel von Rothschild (1882–1955) die Geschäfte.

## Enteignung unter dem Nationalsozialismus
Nach dem Anschluss Österreichs im März 1938 wurde Louis Rothschild von den Nationalsozialisten inhaftiert. Das Bankhaus Rothschild wurde der kommissarischen Verwaltung durch das Österreichische Credit-Institut für Verkehrsunternehmungen und öffentliche Arbeiten unterstellt, ab Juli 1938 durch das Bankhaus Merck Finck & Co. Louis Rothschild wurde nach über einem Jahr Haft am 11. Mai 1939 wieder auf freien Fuß gesetzt. Er musste sein Vermögen für einen Bruchteil seines Wertes abtreten. 1940 wurde das Bankhaus S. M. v. Rothschild im Zuge der „Arisierung“ jüdischen Eigentums durch das in Wien neugegründete Bankhaus E. v. Nicolai übernommen, an dem Merck Finck & Co mit 71 Prozent und die Deutsche Industriebank mit 19 Prozent beteiligt waren.
Louis Rothschild erhielt in der Nachkriegszeit von der Bank E. v. Nicolai 2 Millionen Schilling für das Bankhaus, nahm das Bankgeschäft in Wien aber nicht wieder auf. Das Bankpalais in der Renngasse 3 wurde 1951 an Schoeller & Co. verkauft. Das ebenfalls eingezogene Privatvermögen von Louis Rothschild wurde nicht zurückerstattet. Seine Kunstsammlung von über 250 Werken blieb bis zum Abschluss eines Restitutionsverfahrens im Jahr 1999 im Besitz der Republik Österreich.